# Christoph Wilhelm Hufeland
Christoph Wilhelm Friedrich Hufeland (ur. 12 sierpnia 1762 w Langensalza, zm. 25 sierpnia 1836 w Berlinie) – niemiecki lekarz, twórca terminu makrobiotyka.
Hufeland był osobistym lekarzem króla Prus Fryderyka Wilhelma III.
Najszerzej znanym jego dziełem jest Makrobiotyka to jest sztuka przedłużania życia ludzkiego (Makrobiotik oder Die Kunst, das menschliche Leben zu verlängern, 1796).